# Dorinel Munteanu
Dorinel Munteanu (Kákófalva, 1968. június 25. –) román válogatott labdarúgó. Jelenleg a Modrovija Szaranszk vezetőedzője.
A román válogatottban 1991 és 2007 között 134 alkalommal lépett pályára és 14 gólt szerzett.

## Sikerei, díjai

### Játékosként
- Román bajnok

Dinamo București: 1991–92
Steaua București: 2004–05

### Edzőként
- Román bajnok

Oțelul Galați: 2010–11
- Román kupagyőztes

Oțelul Galați: 2011